# Oxytropis heteropoda
Oxytropis heteropoda är en ärtväxtart som beskrevs av Aleksandr Andrejevitj Bunge. Oxytropis heteropoda ingår i släktet klovedlar, och familjen ärtväxter. Inga underarter finns listade i Catalogue of Life.